# Baron Egerton

Wappen der Barone Egerton

Baron Egerton, of Tatton in the County Palatine of Chester, war ein erblicher britischer Adelstitel in der Peerage of the United Kingdom.
Der Titel wurde am 15. April 1859 für den konservativen Unterhausabgeordneten William Egerton geschaffen.
Dessen ältester Sohn, der 2. Baron, wurde am 22. Juli 1897 auch zum Earl Egerton, of Tatton in the County of Chester, und Viscount Salford, of Salford in the County of Lancaster erhoben. Er hatte aber keine Söhne, weshalb diese beiden Titel bei seinem Tod am 16. März 1909 wieder erloschen. Die Baronie fiel an seinen jüngeren Bruder als 3. Baron. Als dessen jüngster Sohn, der 4. Baron, am 30. Januar 1958 kinderlos starb, erlosch auch die Baronie Egerton.

## Liste der Barone Egerton (1859)
- William Egerton, 1. Baron Egerton (1806–1883)
- Wilbraham Egerton, 1. Earl Egerton, 2. Baron Egerton (1832–1909)
- Alan Egerton, 3. Baron Egerton (1845–1920)
- Maurice Egerton, 4. Baron Egerton (1874–1958)